# Marc Surer
Marc Surer (ur. 18 września 1951 w Aresdorf) – szwajcarski kierowca wyścigowy i komentator telewizyjny.
Brał udział w 87. wyścigach Formuły 1. Zadebiutował 9 września 1979 roku na torze Monza.
Surer był kierowcą testowym BMW. Popularność zdobył gdy w 1979 roku nieoczekiwanie został Mistrzem Europy w Formule 2. W tym samym roku rozpoczął prace rozwojowe nad silnikiem dla BMW. W niedługim czas dostał propozycję od zespołu Ensign na start w trzech ostatnich wyścigach sezonu. Nie były one jednak dla niego zbyt udane: dwa pierwsze wyścigi skończył na kwalifikacjach, a na Grand Prix USA posłuszeństwa odmówił bolid.
Rok 1980 to przesiadka do ATS, jednak w trzecim Grand Prix sezonu doznał złamania obu kostek podczas kwalifikacji na torze Kyalami. Powrócił podczas Grand Prix Francji i udowodnił, że zasługuje na miejsce lidera zespołu.
W 1981 roku powrócił do zespołu Ensign, gdzie przez pierwszą połowę sezonu jeździł dla angielskiego zespołu, a od wyścigu o Grand Prix Francji był kierowcą Theodore Racing.
Od 1982 roku aż do 1984 był kierowcą zespołu Arrows. Dostał wówczas bolid z nowym silnikiem BMW.
W 1985 zajął miejsce w zespole Brabham. Jego bolid napędzany był również niemieckim silnikiem. Stojąc ciągle w cieniu Nelsona Piqueta i dowiedziawszy się o przejściu wschodzącej gwiazdy Elio de Angelisa do ich zespołu, Marc zrezygnował z posady u Anglików na rzecz Arrowsa, gdzie mógł być numerem jeden.
Jednak tak się nie stało. Dwa razy nie ukończył wyścigu, a trzy razy był dziewiąty, ale nie dało to miejsca lidera zespołu i po GP Belgii Marc zakończył karierę w Formule 1. Ale nie słabe wyniki miały wpływu na tę decyzję. Podczas Rajdu Hesji miał poważny wypadek. Przy dużej prędkości jego Ford RS200 wpadł w poślizg i sunąc bokiem uderzył w jedyne stojące przy drodze drzewo. Siła uderzenia była tak duża, że samochód eksplodował. Jego pilot Michel Wyder zginął na miejscu, a Surer został ciężko ranny.
Po długiej rekonwalescencji wrócił do zdrowia, ale już nigdy nie zasiadł za kierownicą rajdówki. Po zakończeniu kariery Marc został prezenterem i komentatorem w telewizji DRS. Minęło wiele lat od tragicznego wypadku zanim Szwajcar zaczął pojawiać się na wyścigach historycznych. Cały czas był blisko sportów motorowych, jednak nie wrócił do ścigania.
W życiu prywatnym był dwukrotnie żonaty, z Yolandą Egger i Christiną Bönzli. Oba małżeństwa zakończyły się rozwodem.
Jest komentatorem wyścigów F1 w stacji telewizyjnej Sky Deutschland.

## Wyniki w Formule 1
| Legenda oznaczeń w tabelach wyników Wyświetl szablon na nowej stronie | Legenda oznaczeń w tabelach wyników Wyświetl szablon na nowej stronie                                                                     |
| Oznaczenie                                                            | Wyjaśnienie |
| --------------------------------------------------------------------- | --- |
| Złoty                                                                 | Zwycięzca lub mistrzostwo |
| Srebrny                                                               | 2. miejsce lub wicemistrzostwo |
| Brązowy                                                               | 3. miejsce lub II wicemistrzostwo |
| Zielony                                                               | Ukończył, punktował (w klasyfikacji generalnej, gdy zdobył co najmniej jeden punkt na przestrzeni sezonu, poza trzema powyższymi opcjami) |
| Niebieski                                                             | Ukończył, nie punktował (w klasyfikacji generalnej, gdy nie zdobył co najmniej jednego punktu na przestrzeni sezonu)                      |
| Czerwony                                                              | Nie zakwalifikował się (NZ) |
| Czerwony                                                              | Nie prekwalifikował się (NPK) |
| Różowy                                                                | Nie ukończył (NU) |
| Różowy                                                                | Niesklasyfikowany (NS) (w klasyfikacji generalnej, gdy nie został sklasyfikowany w żadnym wyścigu sezonu)                                 |
| Czarny                                                                | Zdyskwalifikowany (DK) |
| Czarny                                                                | Wykluczony (WYK/EX) |
| Biały                                                                 | Nie wystartował (NW) |
| Biały                                                                 | Kontuzjowany (K/INJ) |
| Biały                                                                 | Wyścig odwołany (OD/C) |
| Bez koloru                                                            | Został wycofany (WYC/WD) |
| Bez koloru                                                            | Nie przybył (NP/DNA) |
| Bez koloru                                                            | Nie brał udziału w treningach (NT/DNP) |
| Bez koloru                                                            | Nie został zgłoszony (–) |
| Pogrubienie                                                           | Start z pole position |
| Kursywa                                                               | Najszybsze okrążenie wyścigu |
| †                                                                     | Nie ukończył, ale jego rezultat został zaliczony ze względu na przejechanie więcej niż 90% dystansu wyścigu.                              |
| *                                                                     | Sezon w trakcie |
| 1/2/3                                                                 | Punktowana pozycja w sprincie kwalifikacyjnym                                                                                             |
| Lista systemów punktacji Formuły 1                                    | |

| Rok  | Zespół          | Bolid    | Silnik | 1      | 2      | 3      | 4      | 5      | 6      | 7      | 8      | 9      | 10     | 11     | 12     | 13     | 14     | 15     | 16     | Poz. | Pkt. |
| 1979 | Ensign          | Ensign   | Ford   | ARG    | BRA    | SAF    | USW    | ESP    | BEL    | MON    | FRA    | GBR    | DEU    | AUT    | DUT    | ITA NZ | CAN NZ | USA NU |        | –    | 0    |
| 1980 | ATS             | ATS      | Ford   | ARG NU | BRA 7  | SAF    | USW    | BEL    | MON    | FRA NU | GBR NU | DEU 12 | AUT 12 | DUT 10 | ITA NU | CAN NZ | USA 8  |        |        | 22.  | 0    |
| 1981 | Ensign          | Ensign   | Ford   | USW NU | BRA 4  | ARG NU | SMR 9  | BEL 11 | MON 6  | ESP    |        |        |        |        |        |        |        |        |        | 16.  | 4    |
| 1981 | Theodore Racing | Theodore | Ford   |        |        |        |        |        |        |        | FRA 12 | GBR 11 | DEU 14 | AUT NU | DUT 8  | ITA NZ | CAN 9  | LAS NU |        | 16.  | 4    |
| 1982 | Arrows          | Arrows   | Ford   | SAF    | BRA    | USW    | SMR    | BEL 7  | MON 9  | USE 8  | CAN 5  | DUT 10 | GBR NU | FRA 13 | DEU 6  | AUT NU | SWI 15 | ITA NU | LAS 7  | 21.  | 3    |
| 1983 | Arrows          | Arrows   | Ford   | BRA 6  | USW 5  | FRA 10 | SMR 6  | MON NU | BEL 11 | USE 11 | CAN NU | GBR 17 | DEU 7  | AUT NU | DUT 8  | ITA 10 | EUR NU | SAF 8  |        | 15.  | 4    |
| 1984 | Arrows          | Arrows   | Ford   | BRA 7  | SAF 9  | BEL 8  |        | FRA NU | MON NZ | CAN NU | USE NU |        |        |        |        |        |        |        |        | 20.  | 1    |
| 1984 | Arrows          | Arrows   | BMW    |        |        |        | SMR NU |        |        |        |        | USA NU | GBR 11 | DEU NU | AUT 6  | DUT NU | ITA NU | EUR NU | POR NU | 20.  | 1    |
| 1985 | Brabham         | Brabham  | BMW    | BRA    | POR    | SMR    | MON    | CAN 15 | USE 8  | FRA 8  | GBR 6  | DEU NU | AUT 6  | DUT 10 | ITA 4  | BEL 8  | EUR 13 | SAF NU | AUS NU | 13.  | 5    |
| 1986 | Arrows          | Arrows   | BMW    | BRA NU | ESP NU | SMR 9  | MON 9  | BEL 9  | CAN    | USE    | FRA    | GBR    | DEU    | HUN    | AUT    | ITA    | POR    | MEX    | AUS    | 26.  | 0    |